# Dioryctria
Dioryctria är ett släkte av fjärilar som beskrevs av Philipp Christoph Zeller 1846. Dioryctria ingår i familjen mott.

## Bildgalleri

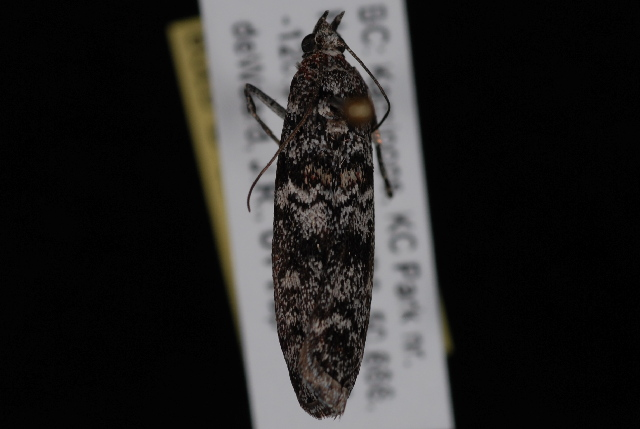
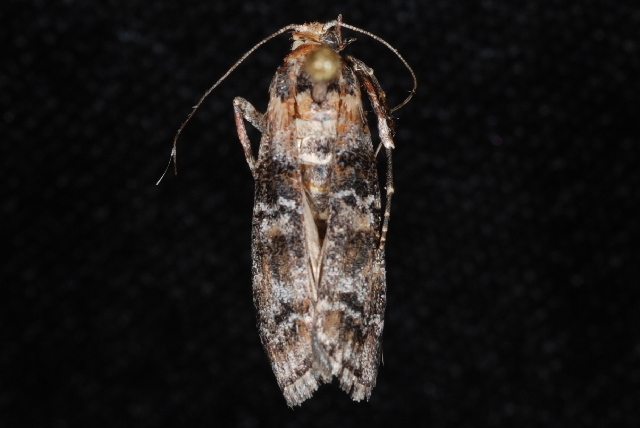
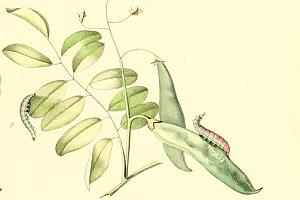
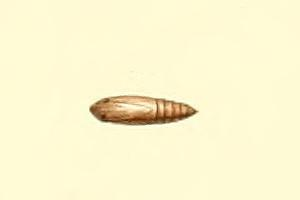
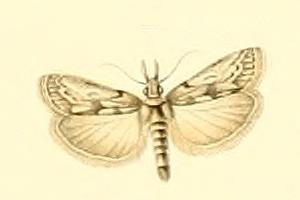
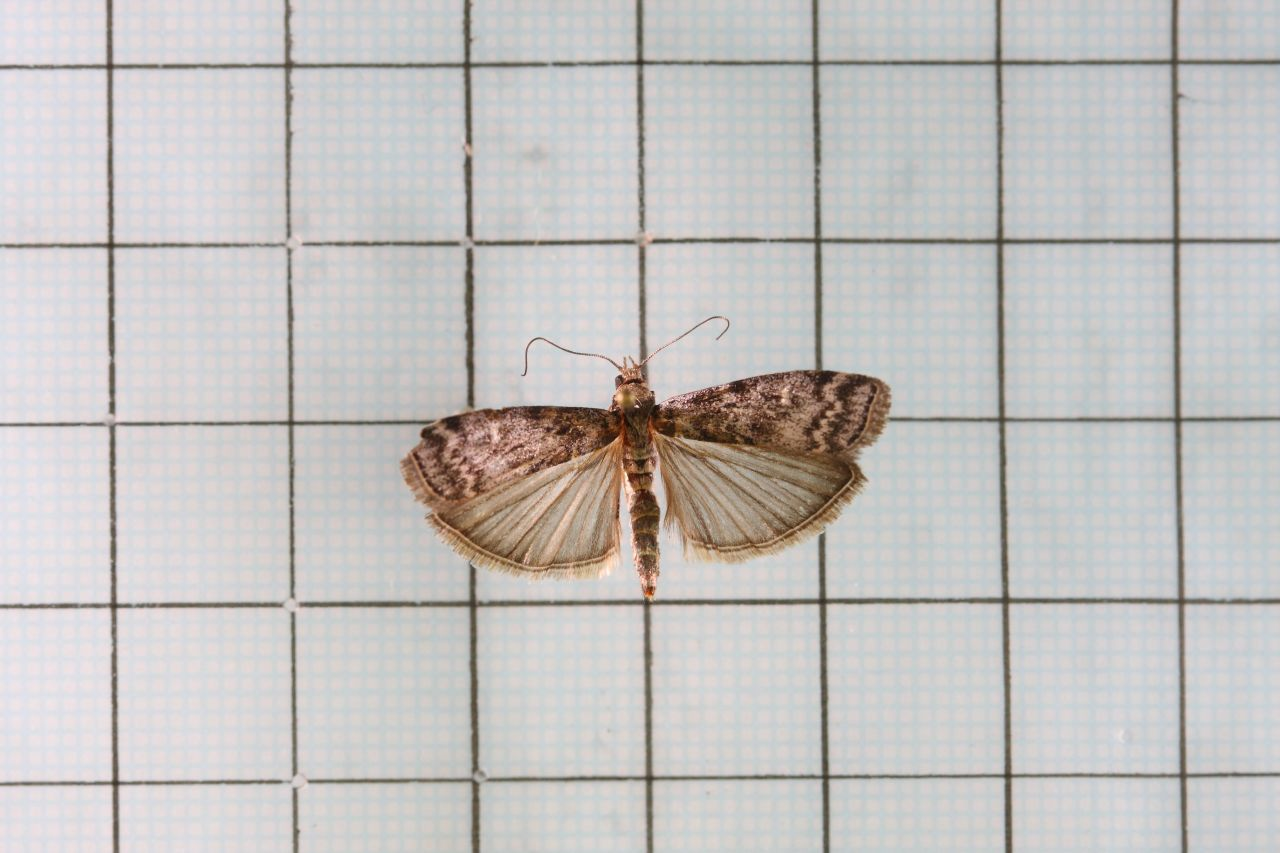

## Dottertaxa tillDioryctria, i alfabetisk ordning[1][2]
- Dioryctria abietella
- Dioryctria abietivorella
- Dioryctria adamsi
- Dioryctria albovittella
- Dioryctria amatella
- Dioryctria assamensis
- Dioryctria aulloi
- Dioryctria auranticella
- Dioryctria austriana
- Dioryctria banksiella
- Dioryctria batesella
- Dioryctria baumhoferi
- Dioryctria brunneella
- Dioryctria cambiicola
- Dioryctria castanea
- Dioryctria cibriani
- Dioryctria clarioralis
- Dioryctria contortella
- Dioryctria daelei
- Dioryctria decuriella
- Dioryctria delectella
- Dioryctria disclusa
- Dioryctria durangoensis
- Dioryctria ebeli
- Dioryctria elegantella
- Dioryctria erythropasa
- Dioryctria fuscabella
- Dioryctria gulosella
- Dioryctria hauderella
- Dioryctria horneana
- Dioryctria incertella
- Dioryctria joannisi
- Dioryctria juniperella
- Dioryctria kunmingnella
- Dioryctria magnifica
- Dioryctria majorella
- Dioryctria maritanella
- Dioryctria martini
- Dioryctria mendacella
- Dioryctria merkeli
- Dioryctria miniatella
- Dioryctria mongolicella
- Dioryctria monticolella
- Dioryctria muellerana
- Dioryctria mutatella
- Dioryctria nivaliensis
- Dioryctria okanaganella
- Dioryctria peltieri
- Dioryctria pentictonella
- Dioryctria peyerimhoffi
- Dioryctria pineae
- Dioryctria pinicolella
- Dioryctria ponderosae
- Dioryctria pryeri
- Dioryctria pseudotsugella
- Dioryctria pygmasella
- Dioryctria raoi
- Dioryctria reniculella
- Dioryctria reniculelloides
- Dioryctria resiniphila
- Dioryctria resinosella
- Dioryctria robiniella
- Dioryctria rossi
- Dioryctria rubella
- Dioryctria schuetzeella
- Dioryctria schutzeella
- Dioryctria septentrionalis
- Dioryctria simplicella
- Dioryctria splendidella
- Dioryctria stenopterella
- Dioryctria subtracta
- Dioryctria sylvestrella
- Dioryctria symphoniella
- Dioryctria sysstratiotes
- Dioryctria taedae
- Dioryctria taedivorella
- Dioryctria taiella
- Dioryctria teneriffella
- Dioryctria tumicolella
- Dioryctria vancouverella
- Dioryctria xanthoenobares
- Dioryctria yatesi
- Dioryctria yiai
- Dioryctria yuennanella
- Dioryctria zimmermani